# Armando Guebuza
Armando Emílio Guebuza (Murrupula, 20 gennaio 1943) è un politico mozambicano, Presidente del Mozambico per due mandati, dal 2005 al 2015, in quanto vincitore delle elezioni presidenziali del 2004 e di quelle del 2009.